# Воронин, Кирилл Александрович
Кирилл Александрович Воронин (род. 11 января 1994, Ярославль) — российский хоккеист, нападающий. Мастер спорта России (2024).

## Биография
Воспитанник ярославского «Локомотива». С сезона 2010/11 стал играть в МХЛ за «Локо». В ВХЛ провёл три матча за возрождённый после авиакатастрофы «Локомотив» (2011/12) и 31 матч за «Локомотив ВХЛ» (2012/13). В августе 2014 года перешёл в «Рязань» из ВХЛ, ставшую клубом-партнёром «Локомотива». Летом 2015 года подписал контракт с клубом КХЛ «Адмирал» Владивосток. Также выступал за фарм-клубы «Сокол» Красноярск (2015/16, ВХЛ) и «Сахалин» (2016, Азиатская хоккейная лига). 26 декабря 2016 был обменян на денежную компенсацию в хорватский клуб КХЛ «Медвешчак». В начале мая 2017 года вернулся в «Адмирал». Через три года перешёл в «Динамо» Минск. 1 мая 2022 перешёл в «Торпедо» Нижний Новгород.